# Raf
Raffaele Riefoli, znany również jako Raf (ur. 29 września 1959 w Margherita di Savoia) – włoski wokalista, wykonawca pierwotnej wersji przeboju „Self Control”, który zyskał popularność po nagraniu coveru utworu przez Laurę Branigan, reprezentant Włoch podczas 32. Konkursu Piosenki Eurowizji w 1987 roku z utworem „Gente di mare”, wykonywanym w duecie z Umberto Tozzim.

## Dyskografia[1]
- Self Control (1984)
- Svegliarsi un Anno Fa (1988)
- Cosa Resterà… (1989)
- Sogni... É Tutto Quello Che C'é (1992)
- Cannibali (1993)
- Manifesto (1996)
- La Prova (1999)
- Iperbole (2001)
- Ouch (2004)
- Collezione Definitiva (2005)
- Passeggeri Distratti (2006)
- Metamorfosi (2008)
- Numeri (2011)
- Le Ragioni del Cuore (2012)
- Sono Io (2015)
- Soundview